# 張爾忠
張爾忠（？年—？年），字移孝，號肯仲，山东莱州府潍县人。明末政治人物。

## 生平
萬曆四十年（1612年）壬子科山东乡试舉人，崇祯四年（1631年）辛未科进士，刑部观政，五年授临漳县知县，十年行取入京，十一年钦选山西道御史，管理十库，十二年顺天巡按，十三年巡视北城九门，又巡按陕西，后升任巡抚陕西等处地方赞理军务、都察院右佥都御史，斩杀贺人龙、叛将阎国卿，十七年告归，七十二岁卒。